# شلیرباخ (گوپینگن)
شلیرباخ (به آلمانی: Schlierbach) یک شهر در آلمان است که در گوپینگن واقع شده‌است.

## خواهرخوانده
شهر اودرویتس خواهرخواندهٔ شلیرباخ (گوپینگن) هست.